# Strabag

Logo der Strabag AG

Die Strabag SE (Eigenschreibweise: STRABAG) ist ein börsennotiertes österreichisches Unternehmen mit Hauptsitz in Wien. Strabag ist eines der größten Bauunternehmen Europas und neben den Kernmärkten Österreich und Deutschland in zahlreichen ost- und südosteuropäischen Ländern in der Bauindustrie tätig. Vermehrt werden auch Projekte auf anderen Kontinenten realisiert.
Die deutsche Strabag AG mit Hauptsitz in Köln befindet sich zu 100 % im Besitz der Strabag SE. An Züblin in Stuttgart hält Strabag ebenfalls 100 % der Aktien.

## Geschichte

### Gründung

#### Deutsche Wurzeln

Historisches Logo der Strabag AG

Am 12. Dezember 1866 wurde die Firma Remy und Reifenrath ins Firmenregister des Hessischen Amtsgerichts in Herborn eingetragen. Das Unternehmen stellte neben Eisenkonstruktionen auch landwirtschaftliche Geräte und Maschinen her, die Reifenrath selbst entwarf und konstruierte. Ab 1882 verfügte er über zwei Dampfwalzen zum Straßenbau, die er neben den landwirtschaftlichen Maschinen an benachbarte Gemeinden auslieh. 1895 gründete er die „Straßenwalzenbetrieb vormals H. Reifenrath Gesellschaft mit beschränkter Haftung“ in Niederlahnstein. Die Dezentralisierung des Unternehmens führte am 20. Juni 1923 zur Gründung der Straßenbau-Actien-Gesellschaft Niederlahnstein (kurz: Strabag), die 1929 1400 Mitarbeiter beschäftigte. Während der Zeit des Nationalsozialismus profitierte die Strabag vom staatlichen Autobahn- und Flugplatzbau sowie ab 1938 im Rahmen der Organisation Todt als eingebundenes Straßenbauunternehmen bei der Realisierung des West- und Atlantikwalls.:190 Bis 1936 leitete Hermann Milke die Strabag.:41 Er war seit dem 1. April 1933 Mitglied der NSDAP, trat acht Monate später der DAF bei und verfügte über persönliche Beziehungen zum Generalinspektor für das deutsche Straßenwesen Fritz Todt.:42 Ab 1936 übernahmen Julius Bauer und Rudolf Pauly die Führung des Unternehmens, die beide ebenfalls über hervorragende Verbindungen zu den entscheidenden Stellen des Nationalsozialismus in Berlin verfügten.:197 Nach 1938 dienten verschiedene Arbeiten des Unternehmens der unmittelbaren Kriegsvorbereitung oder waren kriegsbegleitende Maßnahmen, wie beispielsweise die Errichtung von Zufahrtsstraßen oder Landebahnen für die Luftwaffe in den besetzten Gebieten. Dabei wurden auch zahlreiche Zwangsarbeiter aus ganz Europa sowie jüdische und zwangsrekrutierte Arbeiter aus dem Deutschen Reich eingesetzt.:185 Über ihr Tochterunternehmen Vianova und die Zweigniederlassung in Weimar führte die Strabag auch Arbeiten in den Konzentrationslagern Auschwitz und Buchenwald durch.:185 Die Blutstraße und weitere Bauten der Einsatzgruppe Wiking der Organisation Todt wurden maßgeblich durch Strabag gebaut. Der Bericht des britischen Geheimdienstes über die OT resümierte „[...] Enough large building firms offered their services so as to put the entire construction [of the Westwall, S.G.] on a voluntary basis. [...] Nor is there any basis later for assuming that firms in any large numbers became so reluctant to work for the OT as to make mass conscriptions of such concerns necessary. This willingness is due to the attractive profits obtainable from OT contracts.“ Nach Kriegsende 1945 blieb lediglich der Ingenieur Josef Oberbach im Vorstand und setzte sich gemeinsam mit den Hauptaktionären Friedrich Carl von Oppenheim und Wilhelm Werhahn für den Fortbestand des Unternehmens ein.:205 Der Unternehmenssitz wurde später von Berlin nach Köln verlegt. 1949 kam es zur Notierung der Strabag AG, Köln, an der Börse. Größte Aktionäre waren das Kölner Bankhaus Sal. Oppenheim und Wilhelm Werhahn zu je 33 %.

#### Österreichische und italienische Wurzeln
1929 wurde die Firma „Baumeister Lerchbaumer – Isola – KG“ in Spittal/Drau in Österreich gegründet. Gründungsväter waren Anton Lerchbaumer (geb. 1879) und sein Schwiegersohn Franz Isola (geb. 1901). Die Wurzeln sind auf die Baumeisterfamilie Isola zurückzuführen, die aus Italien stammte, und auf den Familien-Handwerksbetrieb Anton Lerchbaumer, der 1835 in Spittal/Drau in Österreich gegründet wurde.
1954 starb Anton Lerchbaumer senior (geb. 1879), Franz Isola war von nun an alleiniger Chef, Anton Lerchbaumer junior (geb. 1913) übernahm einen Teil der Aufgaben des Vaters. 1954 begann der Bau des Verwaltungsgebäudes in Spittal an der Drau. 1965 folgte die Gründung der Strabag Österreich in Linz. 1968 starb der zweite Firmengründer Franz Isola. Anton Lerchbaumer junior übernahm die Firma.
1972 wurde die Ilbau AG gegründet. 1974 übernahm Hans Peter Haselsteiner nach dem Tod seines Schwiegervaters Anton Lerchbaumer junior die Firmenleitung. 1986 kam es zur Umwandlung der Strabag Österreich in eine Aktiengesellschaft und zur Erstnotierung an der Wiener Börse. 1987 wurde die Bau Holding AG als Holdinggesellschaft der Ilbau gegründet und notierte zum ersten Mal an der Wiener Börse.
1998 wurde die ERA Bau übernommen, eine Baugesellschaft, die durch den Zusammenschluss der Eberhardt GesmbH, der Neue Reformbau GesmbH und der beiden Kernunternehmen der ehemaligen Maculan Holding Uniprojekt und Hinteregger entstand und je zur Hälfte im Besitz der Raiffeisenlandesbank Niederösterreich-Wien sowie der Bundesländer-Versicherung war.
Die BIBAG Bauindustrie Beteiligungs Aktiengesellschaft als Mehrheitseigentümerin der Bau Holding AG übernahm 1998 die Mehrheit an der Strabag AG, Köln. Die Bau Holding AG – mit der operativen Leitgesellschaft Ilbau – und die Strabag AG, Köln, wurden Schwestergesellschaften. 1999 übernahm Strabag Österreich die Stuag vollständig, inkl. der Abfindung des Streubesitzes der Strabag, Österreich und dem Delisting von der Wiener Börse.

### Firmierung als Bauholding Strabag

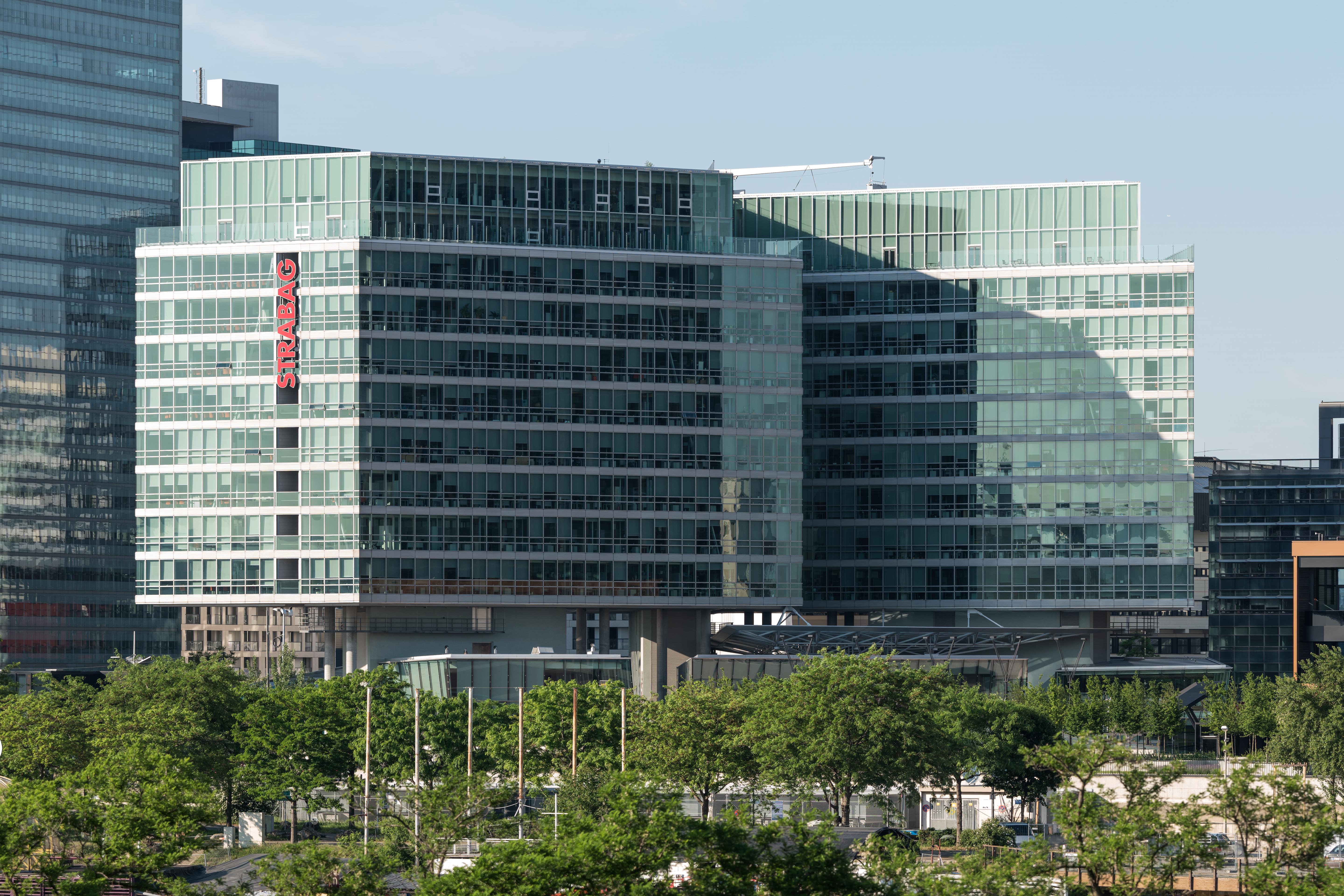
Strabag-Haus in der Wiener Donau City

Die Bauholding Strabag Gruppe vereinheitlichte 2000 ihren Markenauftritt. Der Konzern trat in Europa nunmehr unter der einheitlichen Kernmarke „Strabag“ auf. Alle Unternehmenseinheiten in Österreich wurden auf die neue Strabag AG verschmolzen. Fusionsprojekte in den übrigen europäischen Märkten folgten. Die Bauholding Strabag AG wurde 2001 Hauptaktionärin und Muttergesellschaft der Strabag AG, Köln. Die Strabag AG, Köln, übernahm 2002 die Deutsche Asphalt Gruppe mit 1500 Mitarbeitern und einer Bauleistung von ca. 150 Mio. Euro. 2003 erfolgte die Abspaltung des Streubesitzes der Bauholding Strabag AG und das Delisting von der Wiener Börse.
2004 kam es zur Zusammenfassung der Konzessions- und Betreibermodelle der Bauholding Strabag in der A-Way Holding und Finanz AG, einer Tochtergesellschaft der gemeinsamen Muttergesellschaft FIMAG Finanz Industrie Management AG (vormals BIBAG Bauindustrie Beteiligungs Aktiengesellschaft). Die FIMAG wurde zur strategischen Holding und bildete die neue Berichtsebene. Die Bauholding Strabag Aktiengesellschaft wurde im Oktober 2004 in eine Societas Europaea (SE) umgewandelt und firmiert nunmehr als Bauholding Strabag SE.

### Übernahme der Walter-Bau
Die Strabag-Gruppe übernahm 2005 wesentliche Teile der Walter-Bau-Gruppe. In dem Übernahmepaket enthalten waren die DYWIDAG International GmbH und die neu gegründete DYWIDAG Holding GmbH. Diese umfasst die DYWIDAG SF- und Ing. Bau GmbH, DYWIDAG Bau GmbH und Walter Heilit Verkehrswegebau GmbH, nunmehr Heilit+Woerner Bau GmbH, und wurde von der deutschen Konzerngesellschaft, der Strabag AG, Köln, erworben. Die DYWIDAG International GmbH wurde von der BAUHOLDING Strabag SE direkt übernommen. Insgesamt erwirtschaften diese Gesellschaften mit rund 3100 Beschäftigten eine Bauleistung von knapp 1 Mrd. Euro. Ebenfalls 2005 erwarb die Strabag ein Aktienpaket von insgesamt 53,6 % an der Ed. Züblin AG, Stuttgart, mit über 7000 Mitarbeitern und einer Bauleistung von rund 1,5 Mrd. Euro durch die BAUHOLDING Strabag SE.

### Firmierung als StrabagSE und Börseneinführung
Mit der Umfirmierung der BAUHOLDING Strabag SE in Strabag SE und der Verschmelzung der FIMAG in die Gesellschaft wurde 2006 die Strabag SE zur neuen Obergesellschaft des Konzerns. Nach außen hin spiegelte sich die Umfirmierung in einem neuen Logo wider. Hauptmarken des Konzerns neben Strabag waren zu dieser Zeit DYWIDAG, Heilit+Woerner und Züblin.
In Deutschland wurde der Hoch- und Ingenieurbau der Strabag AG zum 1. März 2006 an die Ed. Züblin AG veräußert. Im April 2007 erwarb der russische Oligarch Oleg Deripaska einen 30%-Anteil an der Strabag SE.
Am 6. Juni 2007 bestätigte das schweizerische Bundesgericht letztinstanzlich den Entscheid des Handelsgerichts Zürich, wonach die Rechte am Namen Strabag in der Schweiz bei der mittelständischen Strabag Strassenbau und Beton AG mit Sitz in Zürich liegen. Die beiden Strabag-Tochterunternehmen Züblin-Strabag AG (Zürich) und Murer-Strabag AG (Erstfeld) wurden daraufhin mit Publikation im Schweizerischen Handelsamtsblatt (SHAB) vom 2. Juli rechtskräftig unter dem Namen Züblin Murer AG fusioniert.
Am 19. Oktober 2007 notierten die Aktien der Strabag SE zum ersten Mal an der Wiener Börse und wurden am 22. Oktober 2007 in den ATX aufgenommen. Der Ausgabepreis betrug 47 Euro je Aktie.
Am 7. August 2008 legte die Strabag SE ein öffentliches Erwerbsangebot zum Kauf von Aktien ihrer Tochtergesellschaft Strabag AG, Köln, vor. Dieses endete am 22. Juli mit dem Erwerb von ca. 21,13 % des Grundkapitals. Dadurch stieg ihr Anteil von ca. 66,60 % auf ca. 87,72 %.
Im Jahr 2010 erwarb Deripaska neuerlich einen 17%-Anteil des österreichischen Bauunternehmens Strabag und hatte bis 2014 eine Option auf weitere 7 %. Die Strabag erhielt im Gegenzug eine 26%-Beteiligung am führenden russischen Straßenbaukonzern Transstroy. Deripaska besaß bereits vor der Finanzkrise 25 %, musste diese aber wieder verkaufen. Rasperia Trading Ltd. stockte ihren Aktienanteil bei Strabag SE im Jahr 2014 auf 25 % + 1 Aktie auf. Der Aktionär verlagerte später seinen Sitz nach Russland, die die Gesellschaft kontrollierenden Personen sind unklar. Deripaska hält mittlerweile eine Minderheitsbeteiligung an Rasperia Trading. Am 27. März 2024 überträgt MKAO Rasperia an das russische Unternehmen Iliadis JSC. Damit ist Deripaska nicht mehr an der Strabag beteiligt.

### Übernahme DeTeImmobilien

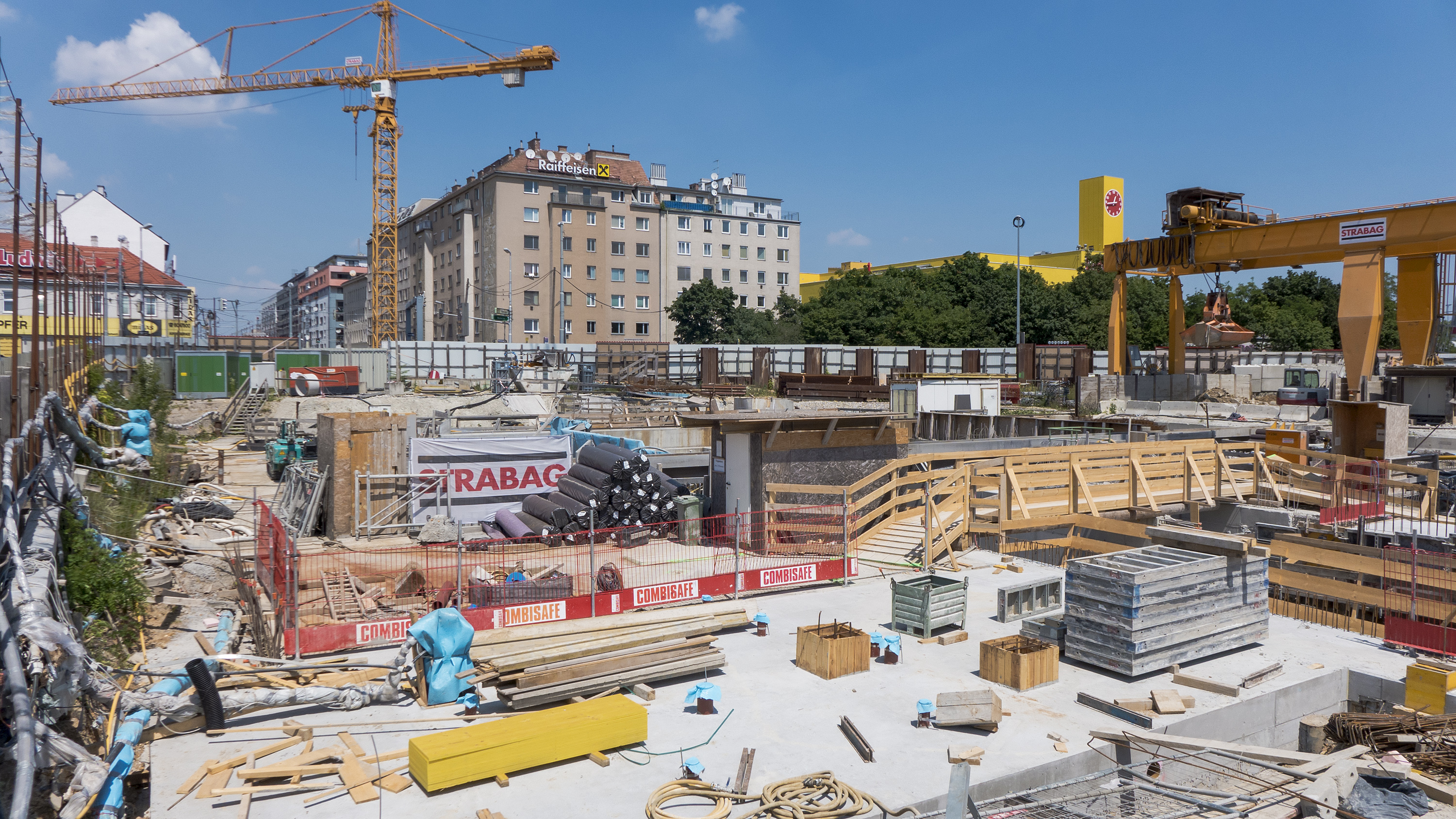
Bau U1 Altes Landgut, Wien 2015

Die Strabag SE übernahm zum 1. Oktober 2008 von der Deutschen Telekom die Deutsche Telekom Immobilien und Service GmbH (DeTeImmobilien) mit Sitz in Frankfurt am Main/Münster zu einem nicht veröffentlichten Preis. Insgesamt erwirtschaftete die DeTeImmobilien mit rund 6240 Mitarbeitern im Geschäftsjahr 2007 rund 1 Mrd. Euro.
Um sich weiterhin eine Betreuung ihrer Gebäude durch DeTeImmobilien zu sichern, schloss die Deutsche Telekom parallel zum Verkauf einen Dienstleistungsvertrag mit einer Laufzeit von zehn Jahren ab. Zusätzlich seien Vereinbarungen zur Arbeitsplatzsicherung zwischen den Parteien und den Arbeitnehmervertretern getroffen worden. Mit dem Erwerb der DeTeImmobilien habe der Konzern nun auch eine führende Rolle im Facility Management eingenommen.
Heute ist die DeTeImmobilien GmbH das Strabag-Tochterunternehmen Strabag Property and Facility Services.

### Zementherstellung
Mit der Gründung der Zement-Holding Lafarge Cement CE Holding GmbH im Mai 2010 bedient Strabag gemeinsam mit der Lafarge SA, dem marktführenden Baustoffhersteller Zentral- und Osteuropas, die Zementmärkte Österreich, Tschechien, Slowakei, Slowenien und Ungarn. Strabag hält 30 % der Holding. Lafarge bringt dabei seine Werke der Lafarge Perlmooser sowie eines in Tschechien und eines in Slowenien ein, während Strabag das zu errichtende in Pécs in der Gesellschaft einbringt. Die Zentrale dieser ab 2011 agierenden Gesellschaft sollte in Österreich angesiedelt werden.

## Unternehmensführung
Der Vorstand der Strabag SE besteht aus:
- Stefan Kratochwill: CEO[23]
- Christian Harder: Finanzvorstand (BRVZ)[24]
- Péter Glöckler: Segment Süd + Ost[25]
- Jörg Rösler: Segment Nord + West[26]
- Siegfried Wanker: Segment International + Sondersparten[27]

Der Aufsichtsrat besteht aus der Vorsitzenden Kerstin Gelbmann, dem stellvertretenden Vorsitzenden Erwin Hameseder sowie weiteren sieben Mitgliedern: Andreas Brandstetter, Valerie Hackl, Gabriele Schallegger, weiters die vom Betriebsrat delegierten Mitarbeitenden Andreas Batke, Magdolna P. Gyulainé, Georg Hinterschuster und Karl Gerdes. Im Dezember 2023 legte Alfred Gusenbauer sein Mandat als Aufsichtsratsvorsitzender der Strabag mit Jahresende vorzeitig nieder. Kerstin Gelbmann wurde mit 1. Januar 2024 zur Aufsichtsratsvorsitzenden gewählt. 2024 wurde Valerie Hackl Mitglied des Aufsichtsrates.
Der Vorstandsvorsitzende Klemens Haselsteiner starb am 17. Januar 2025 im Alter von 44 Jahren. Die weiteren Vorstandsmitglieder übernahmen vorübergehend zusammen die von ihm verantworteten Agenden. Im Februar 2025 wurde Stefan Kratochwill zum Vorstandsvorsitzenden bestellt.

## Aktionärsstruktur
(Stand 31. März 2024)
- Familie Haselsteiner – 30,7 %
- Uniqa & Raiffeisen-Holding Niederösterreich-Wien – 31,9 %
- MKAO Rasperia Trading Ltd. (Minderheitsbeteiligung Oleg Deripaska) – 24,1 %
- Eigene Aktien – 2,4 %
- Streubesitz – 10,9 %[33]

## Kennzahlen
| Kennzahl          | Einheit | 2004   | 2005   | 2006   | 2007   | 2008   | 2009   | 2010   | 2011   | 2012   | 2013   | 2014   | 2015   | 2016   | 2017   | 2018   | 2019   | 2020   | 2021   | 2022   | 2023   | 2024     |
| ----------------- | ------- | ------ | ------ | ------ | ------ | ------ | ------ | ------ | ------ | ------ | ------ | ------ | ------ | ------ | ------ | ------ | ------ | ------ | ------ | ------ | ------ | -------- |
| Bauleistung       | Mrd. €  | 5,96   | 9,15   | 10,39  | 10,75  | 13,75  | 13,02  | 12,78  | 14,26  | 14,04  | 13,57  | 13,56  | 14,29  | 13,49  | 14,62  | 16,32  | 16,62  | 15,45  | 16,13  | 17,74  | 19,14  | 19,24    |
| Auftragsbestand   | Mrd. €  | 4,98   | 7,93   | 8,51   | 10,74  | 13,25  | 13,97  | 17,74  | 13,35  | 13,20  | 13,67  | 14,40  | 13,13  | 14,82  | 16,59  | 16,89  | 17,41  | 18,37  | 22,50  | 23,74  | 23,47  | 25,36    |
| EBIT              | Mio. €  | 111,70 | 134,72 | 216,58 | 312,43 | 269,87 | 282,85 | 298,95 | 334,78 | 207,19 | 261,58 | 281,96 | 341,04 | 424,91 | 448,36 | 558,21 | 602,58 | 630,65 | 896,11 | 706,40 | 880,20 | 1.061,89 |
| Konzernergebnis   | Mio. €  | –      | –      | –      | –      | –      | –      | –      | –      | –      | –      | –      | 156,29 | 277,65 | 292,36 | 362,78 | 378,56 | 399,06 | 596,40 | 472,45 | 630,51 | 823,00   |
| Mitarbeiteranzahl |         | 33.287 | 44.513 | 52.971 | 61.125 | 73.008 | 75.548 | 73.600 | 76.866 | 74.010 | 73.100 | 72.906 | 73.315 | 71.839 | 72.904 | 75.460 | 76.919 | 74.340 | 73.606 | 73.740 | 77.136 | 78.174   |

Jahre bis 2005 FIMAG

## Segmente
Strabag erbringt ihre Leistungen in den folgenden vier Segmenten:

### Nord+West
Im Jahr 2023 waren etwa 96 % der Aufträge des Segments Nord + West aus Deutschland.:200 Der Spezialtiefbau gehört zu diesem Segment.:15

### Süd+Ost
Der geografische Fokus des Segments Süd + Ost liegt auf Österreich, Polen, Tschechien, der Slowakei, Ungarn sowie der Region Südosteuropa. Weiters werden in diesem Segment die Umwelttechnik- und Baustoffaktivitäten abgewickelt.

### International+Sondersparten
Das Segment International + Sondersparten umfasst neben den weltweiten Tunnelbauaktivitäten auch die Aktivitäten in UK sowie den Großteil des außereuropäischen Geschäfts der Strabag SE. Darüber hinaus werden – unabhängig von ihrer Leistungserbringung – das Infrastruktur Development, das Immobilien Development, das Property & Facility Services-Geschäft und der Unternehmensbereich Energy Infrastructure in diesem Segment gebündelt.

### Sonstige
In diesem Segment werden die unternehmensinternen Zentralbereiche und Konzernstabsbereiche ausgewiesen.

## Konzernfirmen

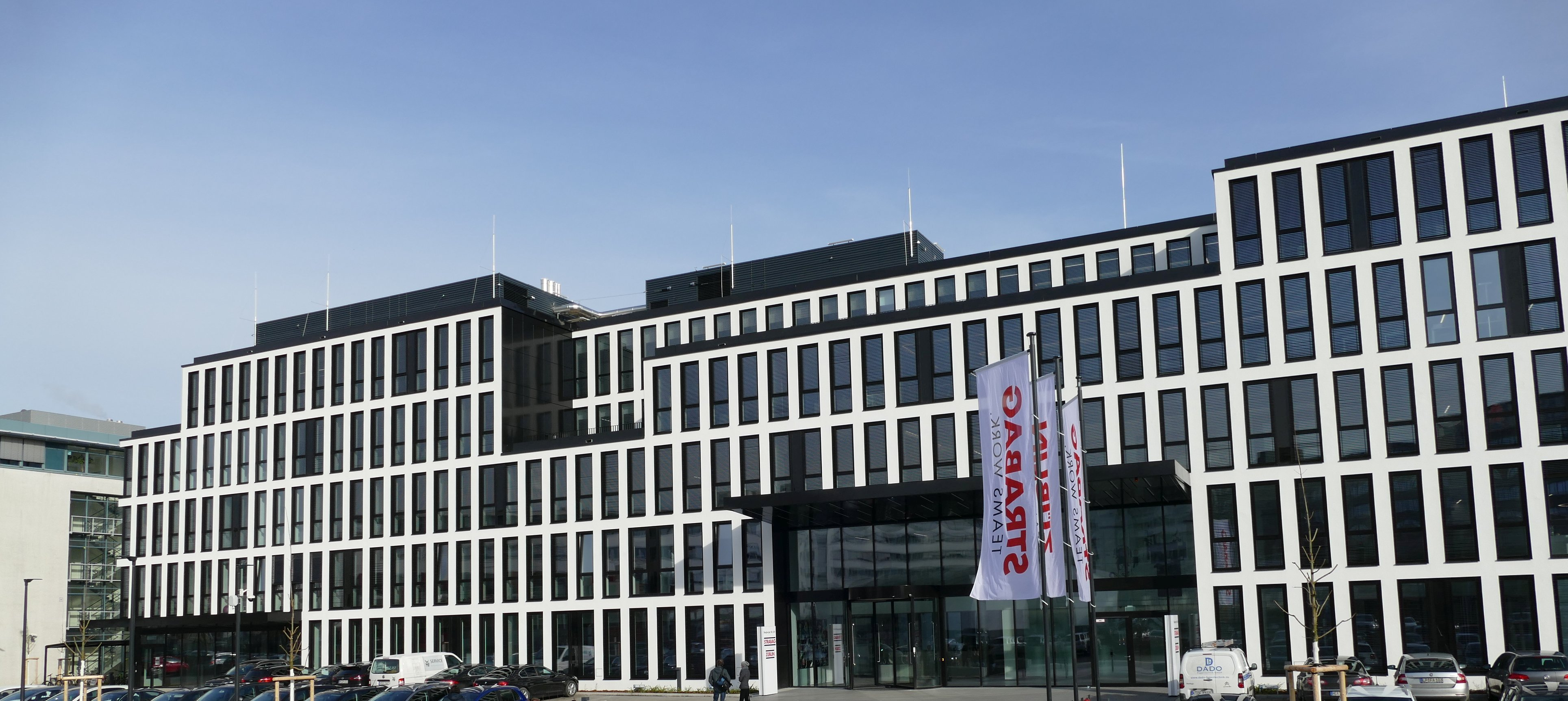
Hauptverwaltung der deutschen Strabag in Köln-Deutz

Unternehmen firmierten im Konzern der Strabag SE unter Efkon, F. Kirchhoff GmbH, Heilit+Woerner, Josef Möbius Bau-GmbH, Leonhard Moll Hoch- und Tiefbau GmbH, Strabag Property and Facility Services GmbH, Ed. Züblin AG, BÖHM Stadtbaumeister & Gebäudetechnik GmbH, Deutsche Asphalt GmbH, Bitumenhandelsgesellschaft mbH. Mit Wirkung zum Januar 2015 erfolgt der Auftritt des Verkehrswegebaus in Deutschland einheitlich unter der Marke Strabag. Die Schweizer Gruppengesellschaften fusionierten zuvor im Juni 2013. Im Jahr 2014 übernahm Strabag die DIW Instandhaltung mitsamt den Tochtergesellschaften für seinen Bereich Property and Facility Services (Strabag PFS). Im Dezember 2021 wurde die Unternehmensgesellschaft als Strabag Building and Industrial Services vollständig integriert.